# Diocèse du Loiret
Cet article court présente un sujet plus développé dans : Diocèse d'Orléans.
Le diocèse du Loiret est un ancien diocèse de l'Église constitutionnelle en France. Créé par la constitution civile du clergé de 1790, il est supprimé à la suite du concordat de 1801. 
Il couvrait le département du Loiret. Le siège épiscopal était Orléans et a été occupé par Louis de Jarente de Sénas d'Orgeval, évêque d'ancien régime devenu évêque constitutionnel. 